# Annunciazione (tarsia di Lorenzo Lotto)
La tarsia Annunciazione venne eseguita nel 1522 da Giovan Francesco Capoferri su disegno di Lorenzo Lotto quale proposta alla Congregazione della Misericordia Maggiore per poter concorrere alla realizzazione delle tarsie del coro per il presbiterio della basilica di Santa Maria Maggiore di Bergamo. L'intarsio è collocato lateralmente al banco del celebrante.

## Storia
(archivio del Consiglio della Misericordia Maggiore 1° agosto 1523)
Lorenzo Lotto venne a Bergamo nel 1513 avendo ottenuto la commissione per la realizzazione della grande Pala Martinengo per la chiesa di Santo Stefano di Bergamo. Contemporaneamente nella stessa chiesa, fra Damiano Zambelli realizzava il coro dell'abside, con l'aiuto del giovane allievo Giovan Francesco Capoferri. Entrambi questi lavori vennero locati nella chiesa dei Santi Bartolomeo e Stefano quando nel 1561 vennero costruite le mura veneziane e distrutta l'antica chiesa di santo Stefano.
La conoscenza tra questi due artisti divenne nel tempo sempre più importante, e quando la congregazione della Misericordia Maggiore, che amministrava la basilica mariana decise di completare il presbiterio con il coro, il giovane intarsiatore presentò la tarsia dell'Annunciazione che aveva realizzato su disegno del pittore veneziano che ne aveva ultimato anche la pittura e la rifilatura. Il Lotto aveva appena terminato di realizzare il Polittico di Ponteranica, e per lui questo fu il primo lavoro di disegno per una tarsia.
La tarsia suscitò molto entusiasmo tra i rettori della basilica tanto che il 23 ottobre 1522 affidarono a Giovan Francesco Capoferri la realizzazione delle tarsie. L'intagliatore ricevette un pagamento di 15 lire, 12 imperiali quali acconto il 1º agosto dell'anno successivo.
Inizialmente vennero invitati alcuni artisti per la preparazione dei disegni per gli schienali del coro, e per i coperti che dovevano proteggerli. Venne scelto Nicolino Cabrini, artista bergamasco ma poco conosciuto che però morì prima di iniziare il lavoro commissionato, che venne successivamente assegnato al Lotto. Il 12 marzo 1524 venne così siglato il contratto con l'artista veneziano.
Il progetto architettonico fu affidato a Bernardo Zenale e l'intarsiatore venne coadiuvato da Giovanni Belli di Ponteranica.
La tarsia dell'Annunciazione, e le tarsie successive, furono una innovazione nel campo della lavorazione delle tessere che fino al XVI secolo erano lavori eseguiti di semplici disegni quasi sempre geometrici.

## Descrizione
La tarsia è la sola confezionata dal Capoferri e dal Lotto che raffiguri un racconto del Nuovo Testamento, mentre tutti gli intasi del coro absidale raccontano storie della Bibbia del Vecchio Testamento, come voleva la commissione della Congregazione Maggiore.
Il quadro è ricco di particolari, dominante la struttura architettonica serliana con una grande apertura centrale e due laterali architravate, a voler rappresentare la Trinità, come usava fare l'arte lottesca, unendo elementi realistici alla simbologia. 

Serve considerare che Pietro Isabello stava lavorando alla porta della Fontana della basilica e nell'architettura dell'intarsio si riconoscono le medesime forme. Simili sono infatti le colonne con la base a dado e il capitello e teste di piccoli cherubini, corrispondenti alle costruzioni coeve nella città orobica.
Oltre l'impianto architettonico si profila un giardino delimitato da un recinto ben definito, simile a quello della tela Commiato di Cristo dalla Madre, e due piccoli conigli bianchi che sono fuggiti attraverso un cancellino lasciato aperto. In lontananza le colline che si profilano all'orizzonte.

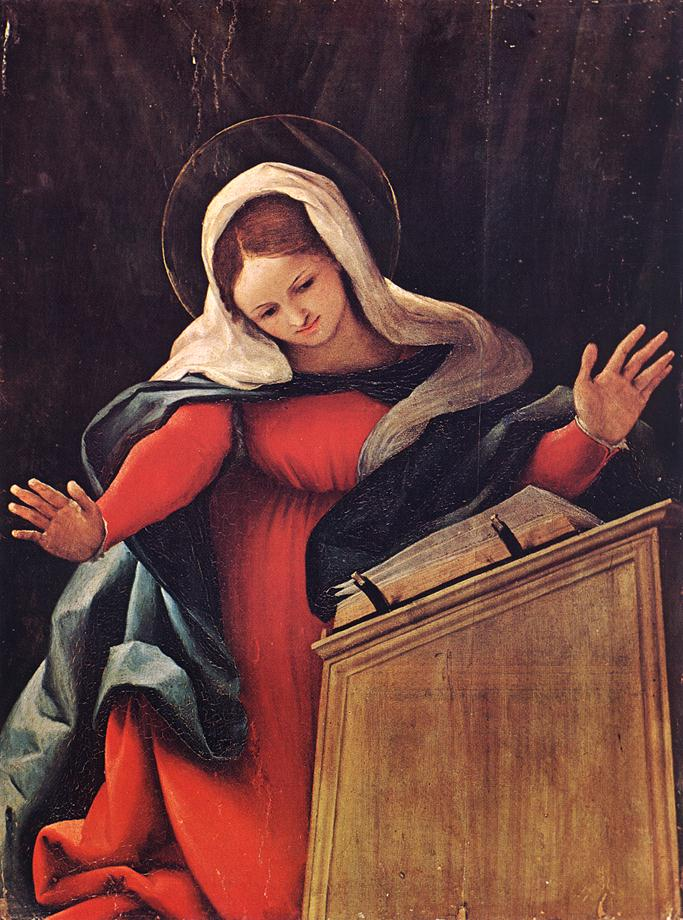
La Vergine nel polittico di Ponteranica

In primo piano i due grandi protagonisti dell'opera: a sinistra l'Arcangelo Gabriele, sospeso, ancora in volo, rara raffigurazione del tempo, in mano lo scettro e con la sinistra compie un gesto benedicente. A destra della tarsia la Madonna genuflessa nell'atto di sottomissione avvolta in un grande mantello. Se nel Polittico di Ponteranica l'annunciazione è conturbazione in questa vi sono rappresentate le parole: Ecco l'ancella del Signore, il Lotto la raffigura come humiliatione. 

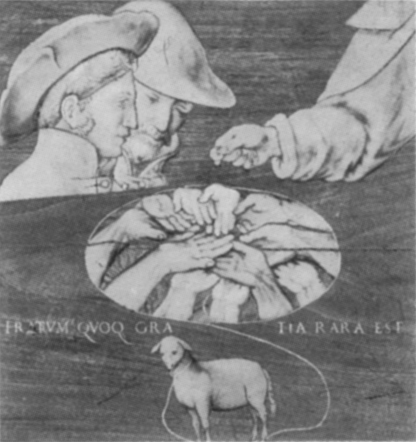
Coperto della tarsia Giuseppe venduto dai suoi fratelli-Lorenzo Lotto

Questa trasformazione dell'intarsio, da semplice opera di disegni lineari, geometrici, alla rappresentazione di un vero quadro elaborato, portò all'evoluzione dell'arte dell'intarsio portandolo a un nuovo risveglio.

La tarsia che è posta lateralmente al banco dei celebranti ha sofferto l'umidità del tempo e non è certamente tra le più conosciute. Il Lotto e il Capoferri sigilleranno la loro unione raffigurandosi nella tarsia e nel coperto Giuseppe venduto dai fratelli.
Il messaggio del Lotto è raffigurato nella tasia in tutti i suoi elementi, con l'annuncio ha inizio la salvezza dell'uomo. Sul davanzale posto sopra la Madonna vi è una scimmia che mangia un frutto segno del peccato originale, mentre i due coniglietti bianchi sono simbolo di fecondità ma pascolano su di un vialetto a forma di croce. Il giglio posto sul davanzale di sinistra è segno della verginità e della castità della Madonna. Sul culmine del frontone vi è una statua, raffigura un profeta che regge una tabella segno della predizione dell'evento tanto atteso, mentre sul timpano vi è la scritta: DIVAE VIRGINI SACRUM.